# آبلاردو فرناندز
آبلاردو فرناندز (به اسپانیایی: Abelardo Fernández) بازیکن سابق و مربی فوتبال اهل اسپانیا است که از سال ۱۹۹۱ تا ۲۰۰۱ میلادی عضو تیم ملی فوتبال اسپانیا بوده و در ۵۴ بازی ملی حضور داشته‌است. او در بازی‌های ملی‌اش ۳ گل به ثمر رساند.